# Les Forêts de la nuit
Les Forêts de la nuit est un roman de Jean-Louis Curtis publié en 1947 aux éditions Julliard. Il a obtenu le prix Goncourt la même année.

## Historique
Le roman reçoit le prix Goncourt — l'année où il est décidé que les romans ne seront plus envoyés à l'Académie Goncourt par les éditeurs —, par six voix contre deux au Caporal épinglé de Jacques Perret.

## Résumé
Le livre raconte la période de l'Occupation dans la petite ville imaginaire de Saint-Clar, inspirée d'Orthez. La ville, sise sur la ligne de démarcation, paraît calme, mais tout s'y passe dans l'ombre.

## Éditions
- Les Forêts de la nuit, éditions Julliard, 1947.
- Les Forêts de la nuit, éditions Gascogne, Orthez, 2007.
- Les Forêts de la nuit, éditions J'ai Lu, 1979.